# Thalia (plant)
Thalia is een geslacht uit de familie Marantaceae. 
De soorten komen voor op het Amerikaanse continent, van de staat Illinois in het noordelijke deel van de Verenigde Staten tot in Argentinië in het zuiden van Zuid-Amerika. Thalia geniculata komt naast tropisch Amerika ook voor in Afrika, van Senegal in het westen, Soedan in het oosten tot in Zimbabwe in het zuiden. De soorten groeien in waterrijke en moerassige habitats. 

## Soorten
- Thalia dealbata Fraser
- Thalia densibracteata Petersen
- Thalia geniculata L.
- Thalia multiflora Horkel ex Körn.
- Thalia pavonii Körn.
- Thalia petersiana K.Schum. in H.G.A.Engler (ed.)